# Franziska Ameli Schuster
Franziska Ameli Schuster (* 18. Dezember 1989 in Stuttgart) ist eine deutsche Jazz- und Weltmusikerin (Gesang, auch Akkordeon, Songwriting).

## Leben und Wirken
Schuster, die in Neuffen aufwuchs, erhielt bereits früh in ihrer Kindheit Klavier- und Geigen-, aber auch Schlagzeugunterricht. Bereits mit neun Jahren schrieb sie erste Songs; sie begann mit 13 Jahren eine klassische Gesangsausbildung bei Susann Finckh-Bucher in Nürtingen. Mehrfach war sie Preisträgerin im Wettbewerb „Jugend musiziert“. Daneben war sie seit ihrem 16. Lebensjahr als Frontsängerin und Songwriterin in verschiedenen Bands tätig, wie Ameli in the Woods, Ameli Paul, RasgaRasga, SMAF, The Huggee Swingband oder Konvolut.
Schuster studierte ab 2011 klassischen Gesang an der Hochschule für Musik Freiburg bei Dorothea Wirtz. Daneben sang sie als Solistin im Landesjugendjazzorchester Bayern. 2012 beendete sie ihr Studium in Freiburg und wechselte an die Staatliche Hochschule für Musik und Darstellende Kunst Stuttgart, um dort Jazz/Pop-Gesang zu studieren (u. a. bei Anika Köse, Fola Dada, Rainer Tempel und Hubert Nuss). 2014/2015 studierte sie an den Konservatorien von Amsterdam und Barcelona bei Berend van den Berg, Lilian Vieira, Carme Canela, Mario Rossy und Eduardo Tancredi. 2018 beendete sie ihr Studium in Stuttgart mit einem Abschlusskonzert mit der von ihr gegründeten Indie-Jazz Band Ameli in the Woods.
2016 nahm Schuster mit der Souljazz-Band ihres Bruders Sebastian, Seba Kaapstad, das Album Tagore’s auf und tourte mit der Band in Deutschland und Südafrika. In der zweiten Hälfte des Jahres 2016 zog sie für ein halbes Jahr nach Köln, um dort mit dem Worldbeat-Sextett RasgaRasga das Album Hafen Fleur zu produzieren, das 2018 auf der Longlist des „Preis der deutschen Schallplattenkritik“ war. 2019 gewann die Band den nordrhein-westfälischen Wettbewerb von Creole – Global Music Contest.
2016 gründete Schuster gemeinsam mit dem Produzenten Paul Valentin das elektronische Duo Ameli Paul, mit welchem sie deutschlandweit, aber auch in Mexiko und Chile, Paris, Beirut sowie Istanbul auftrat und 2020 als Newcomer für den popNRW-Preis des NRW KULTURsekretariats nominiert wurde. 2019 trat sie mit The Huggee Swing Band in Deutschland auf und stellte das gemeinsame Album Night Mood vor, das bei GLM Music veröffentlicht wurde. 2024 erschien mit ihrem Projekt Ameli in the Woods das Album Throw My Fears into the River.
2020 erhielt Schuster den Landespreis Jazz Baden-Württemberg.